# Brnjica (Knić)
Pour les articles homonymes, voir Brnjica.
Brnjica (en serbe cyrillique : Брњица) est un village de Serbie situé dans la municipalité de Knić, district de Šumadija. Au recensement de 2011, il comptait 292 habitants.

## Démographie

### Évolution historique de la population
| 1948 | 1953 | 1961 | 1971 | 1981 | 1991 | 2002 | 2011 |
| ---- | ---- | ---- | ---- | ---- | ---- | ---- | ---- |
| 730  | 663  | 626  | 585  | 521  | 425  | 348  | 292  |

|  |